# 234 Barbara
A 234 Barbara a Naprendszer kisbolygóövében található aszteroida. Christian Heinrich Friedrich Peters fedezte fel 1883. augusztus 12-én.